# Partita i a-mol for solofløjte
Partita i a-mol for solofløjte af Johann Sebastian Bach (BWV 1013) er en partita i 4 satser:
- Allemande
- Corrente
- Sarabande
- Bourrée anglaise

Allemanden begynder med:

Omarrangeret til spansk guitar er den spillet af for eksempel Ana Vidović.